# OV1-4
OV1-4 (Orbiting Vehicle 1-4) – amerykański wojskowy satelita z serii OV1, który prowadził badania nad wykorzystaniem nowych materiałów do izolowania termicznego statków kosmicznym. Dodatkowo na pokładzie satelity prowadzono badania z użyciem glonów i drobnych roślin wodnych, gdzie hodowlę tych organizmów w stanie nieważkości poddawano 12 godzinnym zmianom oświetlenia, obserwując zmiany tempa podziału komórek.

## Opis
OV1-4 został zbudowany przez firmę Convair, należącą do koncernu General Dynamics, jako kolejny satelita typu OV1. Statki o podobnej standaryzowanej konstrukcji, były wynoszone na orbitę przy okazji testów pocisków ICBM Atlas D. Satelita miał kształt cylindra o długości 1,39 m, średnicy 69 cm i masie 88 kilogramów. Ponieważ rakieta Atlas wykonywała lot suborbitalny, satelita w celu wejścia na swoją orbitę docelową musiał być połączony z blokiem napędowym, którego główną część stanowił silnik na paliwo stałe X-258 Altair-2. Blok napędowy wraz z satelitą miały masę 1100 kilogramów. Po osiągnięciu orbity docelowej następowało rozłączenie się bloku napędowego z satelitą.

## Misja
Misja rozpoczęła się 30 marca 1966 roku, kiedy rakieta Atlas D wyniosła z kosmodromu Vandenberg Air Force Base na niską orbitę okołoziemską 4 satelitę z serii OV1. Za pomocą bloku napędowego wyniesiono podczas tego startu także satelitę OV1-5. Po znalezieniu się na orbicie OV1-4 otrzymał oznaczenie COSPAR 1966-25A.
Satelita pozostaje na orbicie której żywotność szacuje się na około 1000 lat.